# Laholmsnäset
Laholmsnäset är ett naturreservat i Strömsunds kommun i Jämtlands län.
Området är naturskyddat sedan 2010 och är 94 hektar stort. Reservatet omfattar mark på ett näs med detta namn i Ströms Vattudal. Reservatet består av granskog tal och några små rikkärr.